# Pałac w Oleśnicy
Pałac w Oleśnicy – zabytkowy pałac we wsi Oleśnica w województwie wielkopolskim.
Został wzniesiony w połowie XIX wieku, o charakterze klasycyzującym – murowany, o bryle zwartej, dwukondygnacyjny, podpiwniczony. Ulokowany na niewielkim wzniesieniu, otoczony parkiem. Jego oficynę stanowił dwór z I ćw. XIX w. Obecnie w pałacu znajduje się szkoła podstawowa.
W pobliżu znajdują się stawy rybackie.